# 3-メトキシ-4-ヒドロキシ馬尿酸
3-メトキシ-4-ヒドロキシ馬尿酸 (3-Methoxy-4-hydroxyhippuric acid) は、ヒトが緑茶を摂取したときの茶カテキン代謝物の一つ。